# Золоцвіт.Бібліотечка
"Журнал «Золоцвіт. Бібліотечка» — всеукраїнський авторський щомісячник відомої цілительки-травознавця Наталії Петрівни Зубицької (літературний псевдонім — Наталя Земна), присвячений питанням здорового способу життя та лікування методами народної медицини. Наклад — 5 тисяч примірників (станом на 2009 р.), мова видання — українська (підписний індекс 37485) та російська (підписний індекс 37487). У кожному випуску наводяться понад сто оригінальних рецептів траволікування від Наталі Земної, а також систематизовані матеріали популярної газети і радіопередачі «Зелена Планета». Журнал заснований у Києві у 2008 р., стиль викладу матеріалів — просвітницько-популярний. Кожний номер видання є тематичним, тобто присвячений лікуванню окремого виду захворювань (простудно-вірусних, офтальмологічних), певному методу лікування (наприклад, голкотерапії), або лікуванню та профілактиці недуг у певної вікової групи хворих.

## Анотації останніх номерів

### №11
В одинадцятому числі бібліотечки Наталя Земна розповідає про не дуже поширений, але досить ефективний метод лікування природними засобами у зимовий період, коли збирання трав та плодів не є можливим. Тим, хто не встиг заготувати цілющі рослини заздалегідь, пані Наталя пропонує скористатися гілочками, корою і корінням дерев, кущів, рослин, оскільки у них зберігаються всі необхідні вітаміни, мікроелементи, кислоти, біологічно активні речовини: алкалоїди, кумарини, флавоноїди тощо. № 11 містить першу частину матеріалів про голкотерапію — від розділів «Абрикос» до «Горобина». Продовження — у наступних номерах.

### №10
Номер за жовтень 2009 р. присвячений надзвичайно популярній темі — лікуванню та профілактиці застуд, гострих респіраторних захворювань, грипу, ангіни, ларингіту, фарингіту, інших застудно-вірусних недуг. Багато уваги приділяється детальному описанню симптомів цих хвороб, виготовленню засобів індивідуального противірусного захисту (марлевих пов'язок, захисних масок тощо), іншим методам протидії пошестям.

### №9
Дев'ятий випуск «Золоцвіт. Бібліотечки» продовжує розповідь про здоров'я дітей. Авторка не лише подає традиційні та добре знайомі багатьом читачам рецепти лікування дитячих недуг, але й розвінчує нові міфи, що стосуються виховання молодого покоління, модних харчових продуктів та дієтичних добавок для дітлахів та юнацтва. Наталя Земна звертає особливу увагу батьків на симптоми найпоширеніших сьогодні дитячих і підліткових захворювань та шляхи їх подолання.

### №8
І молоді, і вже досвідчені мами знайдуть у серпневому номері журналу чимало корисної та нової інформації про догляд за новонародженими і їх лікування. Наталя Земна ділиться секретами розуміння потреб малюків, що були відомі попереднім поколінням, та зараз, на жаль, майже забуті. Що робити, коли у дитини болить животик, чому вона плаче і не може спати, від чого трапляються нежить, температура, попрілість тощо — відповіді на всі ці питання та багато інших містяться у № 8 за 2009 рік.